# Ninalee Craig

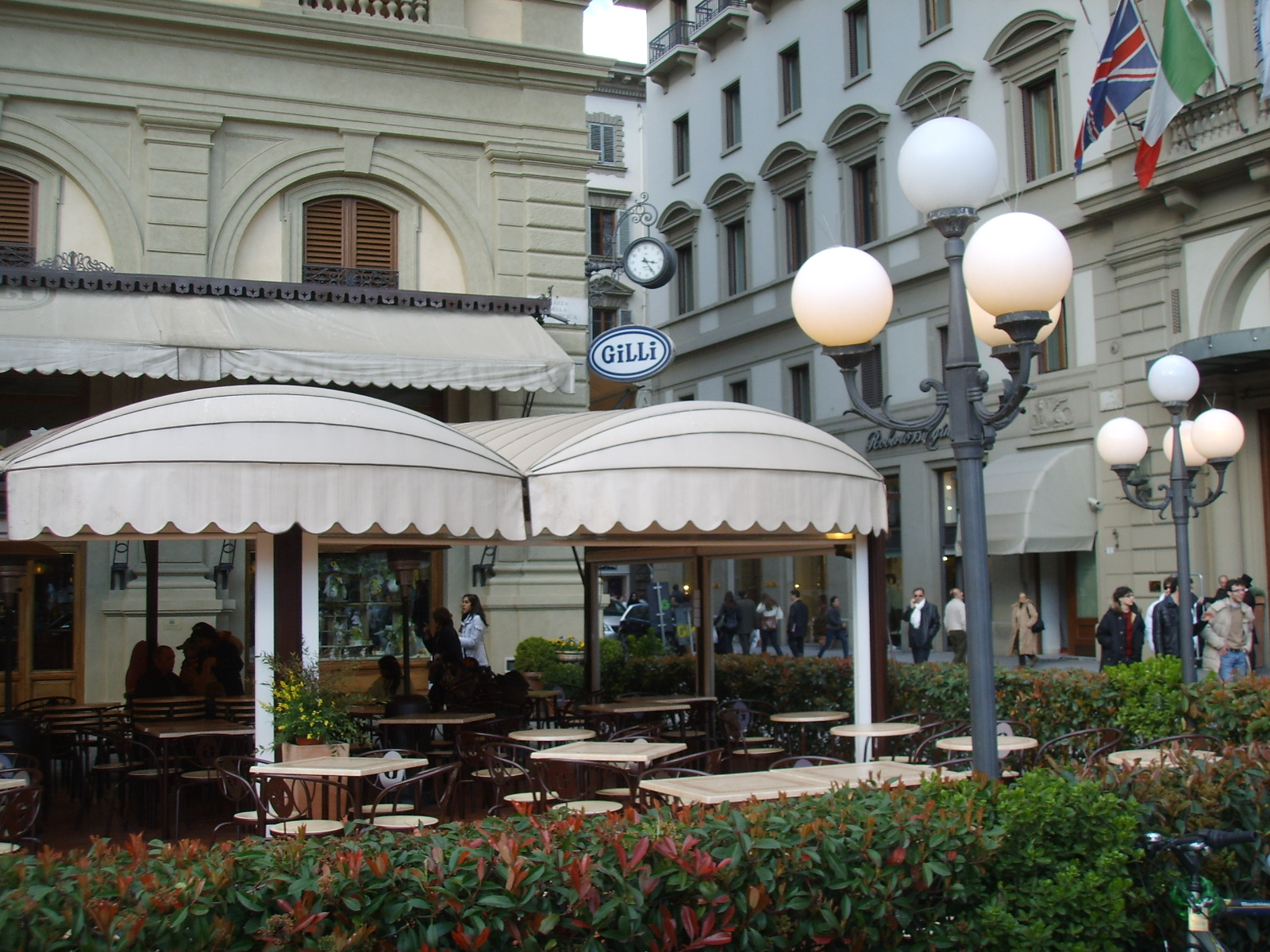
Bar Gilli an der Piazza della Repubblica, Ecke Via Roma in Florenz 2005: Hier entstand das bekannteste Photo von Jinx Allen 1951

Ninalee Craig,  alias Jinx Allen (geb. 6. November 1927 in Indianapolis, gest. 1. Mai oder 2. Mai 2018 in Toronto; geboren als Ninlee Allen) war ein amerikanisches Photomodell, das vor allem durch die Photoserie American Girl in Italy von Ruth Orkin bekannt worden ist. Hauptberuflich war Craig als Malerin, Lehrerin und Werbetexterin tätig.

## Leben

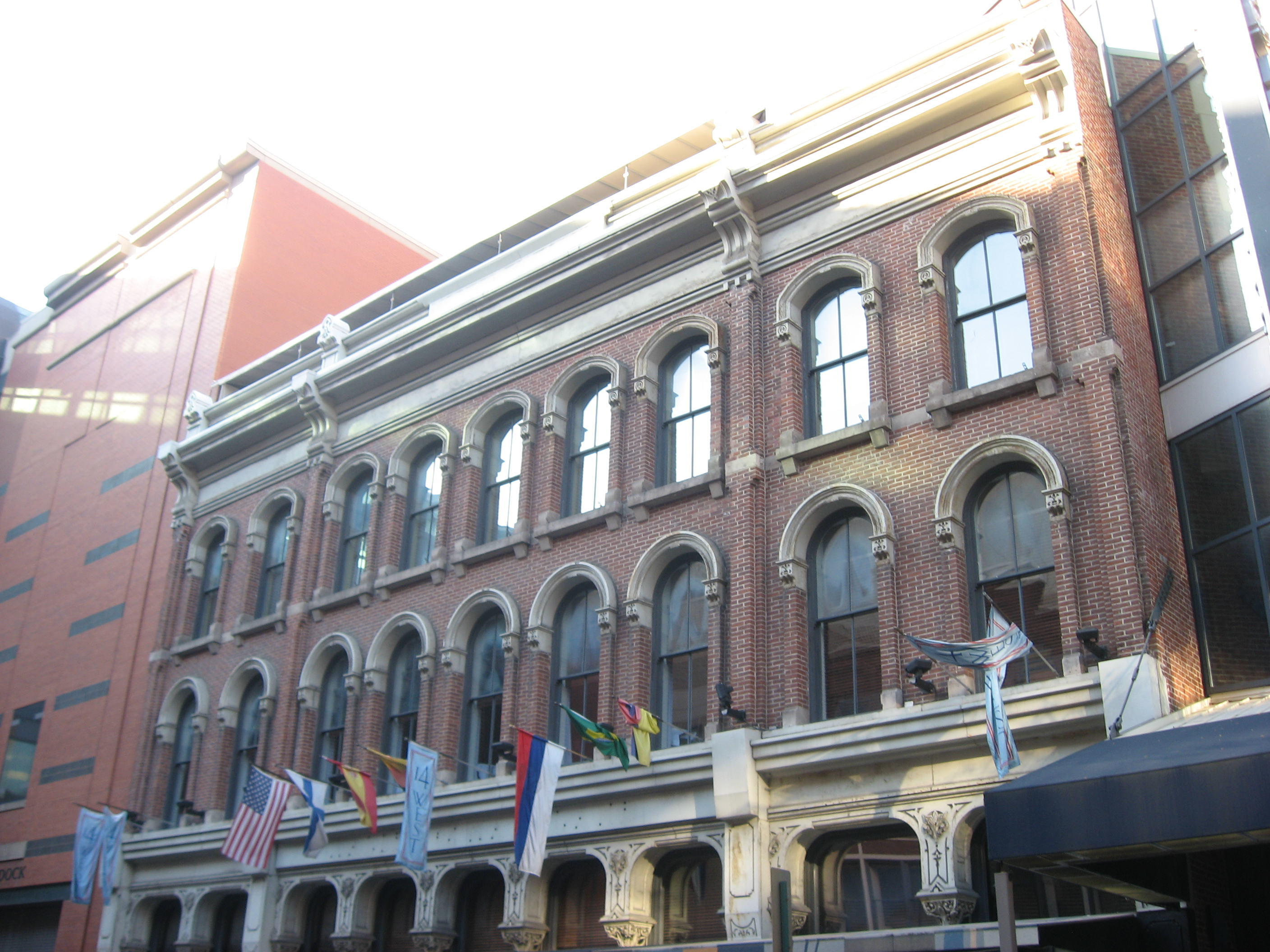
Ein ehemaliges Lagerhaus von L.S. Ayres, dem Unternehmen, für das Craigs Vater arbeitete

Allen wurde 1927 in Indianapolis geboren; ihr Vater war Personaldirektor bei L.S. Ayres – einer Kaufhauskette, die 2006 von Macy’s übernommen wurde –, ihre Mutter war Hausfrau. Craig studierte Kunstgeschichte am Sarah Lawrence College in Bronxville, N.Y., wo sie 1950 ihren Abschluss machte.
Nach ihrem Studium reiste sie alleine durch Frankreich, Spanien und Italien, wo sie im September 1951 Orkin im Hotel Bercielli in Florenz traf. Orkin engagierte sie aufgrund ihrer Größe (6') und Schönheit als lark – eine Person, die spielerisch provoziert. Dabei imaginierte Allen sich als Beatrice aus Dantes Göttlicher Komödie. Das berühmte Photo American Girl in Italy entstand im Rahmen dessen auf der Piazza della Repubblica vor der historischen Bar Gilli. Das Photo wurde im Jahr darauf in der Cosmopolitan im Rahmen eines Essays darüber, was passiert, wenn Frauen alleine reisen, veröffentlicht.
Nach ihrer Rückkehr nach New York City arbeitete zunächst als Lehrerin und Werbetexterin. 1959 heiratete sie Achille Passi, einen Fürsten, mit dem sie auf seinem Anwesen in Treviso lebte und ihren Stiefsohn Allesandro mitgroßzog. Ihre Schwiegermutter fand später heraus, dass einer der beiden Männer auf der Vespa im Photo American Girl in Italy ein Cousin von Achille war. Auf Bitten der Familie Passi wurde daraufhin ihr Name in Publikationen von Time Life nicht mehr erwähnt.
In den 1970ern wurde sie von Passi geschieden und zog abermals zurück nach New York, New York, wo sie den kanadischen Investor Ross Craig kennenlernte. Auch er hatte eine direkte Verbindung zu einer der Personen im Bild American Girl in Italy – sein Geschäftspartner in Italien, Carlo Marchi, war die zweite Person auf dem Roller. 1978 heiratete sie Craig und zog nach Kanada. Er blieb bis zu seinem Tod 1996 mit Ninalee verheiratet.
Craig verbrachte die letzten Jahre ihres Lebens in Yorkville, Toronto. 2018 starb Craig an den Komplikationen ihres Lungenkrebses.

## Belege
1. 1 2  orkinphoto.com
2. ↑  N. N.: Ninalee Craig Obituary. In: The Globe and Mail. 5. Mai 2018 (kanadisches Englisch).
3. 1 2 3 4 5 6 7 8 9  Ellie Silverman: Ninalee Allen Craig, subject of iconic ‘American Girl in Italy’ photos, dies at 90. In: Washington Post. 4. Mai 2018, ISSN 0190-8286 (amerikanisches Englisch, washingtonpost.com [abgerufen am 15. April 2023]).
4. ↑  Abigail Radnor: That’s me in the picture: Ninalee Craig photographed by Ruth Orkin in Florence in 1951, aged 23. In: The Guardian. 30. Januar 2015, ISSN 0261-3077 (britisches Englisch, theguardian.com [abgerufen am 16. April 2023]).
5. 1 2 3 4 5 6 7  Silvia De Santis: Addio all' "American Girl" che viaggiava sola in Italia facendo voltare tutti. In: HuffPost Italia. 5. Mai 2018, abgerufen am 16. April 2023 (italienisch).
6. ↑  Ronney Koenig, Laura T. Coffey: ‘American Girl in Italy’: Remembering the woman in this iconic photo. In: TODAY. 5. Mai 2018, abgerufen am 18. April 2023.
7. ↑  Emily Landau: The one thing you should see this week: 1950s Florence—and one beguiling model—through the lens of an American photographer. In: Toronto Life. 17. August 2011, abgerufen am 18. April 2023.

| Personendaten    | Personendaten                                     |
| ---------------- | ------------------------------------------------- |
| NAME             | Craig, Ninalee                                    |
| ALTERNATIVNAMEN  | Allen, Ninalee (Geburtsname); Allen, Jinx (Alias) |
| KURZBESCHREIBUNG | amerikanisches Photomodell                        |
| GEBURTSDATUM     | 6. November 1927                                  |
| GEBURTSORT       | Indianapolis                                      |
| STERBEDATUM      | 1. Mai 2018 oder 2. Mai 2018                      |
| STERBEORT        | Toronto                                           |